# Демохришћанска странка Србије
Демохришћанска странка Србије (ДХСС) је бивша парламентарна политичка странка у Србији демохришћанског опредељења. Била је чланица Демохришћанске интернационале. Први председник ДХСС-а је био Владан Батић. Батић је био на челу ДХСС-а од оснивања ове странке, 7. маја 1997. године, па до своје смрти, 29. децембра 2010. године.
Странка је настала одвајањем крила ДСС који је био за учествовање те странке у коалицији Заједно. Временом је постала једна од највећих критичара ДСС како се он временом све више окретао ка евроскептицизму и идеолошки приближавао Српској радикалној странци.
На парламентарним изборима 2003 странка излази самостално као изборна листа „Самостална Србија - Владан Батић”, а оно што се сматрало уникатним ставом ове странке за то време јесте њен предлог да Србија буде та која ће прогласити независност од Црне Горе и прва изаћи из државне заједнице, у време када је владајућа странка у Црној Гори хтела да Црна Гора иступи из државне заједнице СЦГ. На тим изборима добија 1,1% гласова.
Председник странке Владан Батић излази као председнички кандидат на изборима 2004 и добија 0,5% гласова.
На парламентарним изборима 2007, председник странке Владан Батић деловао је као „гост” на изборној листи »ЛДП-ГСС-СДУ-ЛСВ-Чедомир Јовановић« и освојио посланичко место у Народној скупштини Србије. Одмах након избора Батић излази из посланичког клуба ЛДП и наставља да делује самостално. На парламентарним изборима 2008 се такође појављује као кандидат на листи коалиције окупљене око ЛДП, с тим што тада поред председника странке Батића у скупштину улази и потпредседник ДХСС Милан Ст. Протић, те ДХСС добија два посланичка мандата у скупштини. Поново по завршетку избора напуштају посланички клуб ЛДП, а Протић накнадно постаје и амбасадор Србије у Швајцарској, те престаје да буде народни посланик. Иако је била странка десне оријентације и антикомунистичког опредељења, као основ за сарадњу са ЛДП (која је изразито лево оријентисана) нашла је у слагању о спољашњим питањима, тј. о прозападном путу Србије.
У мају 2010. године, Покрет Моја Србија, на челу са председником Браниславом Лечићем, колективно је приступио Демохришћанској странци Србије.
У јануару 2012. године, за председницу Демохришћанске странке Србије изабрана је Олгица Батић, док је место заменика председника припало Браниславу Лечићу.
Странка је 12. октобра 2017. престала да постоји тако што се утопила у новоосновани Покрет обнове Краљевине Србије.

## Познати чланови
- Владан Батић
- Олгица Батић
- Бранислав Лечић
- Чедомир Стојковић
- Дејан Булатовић